# Asterix lateripunctum
Asterix lateripunctum är en skalbaggsart som först beskrevs av Lea 1925.  Asterix lateripunctum ingår i släktet Asterix och familjen stumpbaggar. Inga underarter finns listade i Catalogue of Life.